# Falciot cuaespinós porpra
El falciot cuaespinós porpra (Hirundapus celebensis) és una espècie d'ocell de la família dels apòdids (Apodidae) que habita zones boscoses i obertes del nord de Sulawesi i les Filipines.